# Sandra Bullock
Sandra Annette Bullock (n. 26 iulie 1964, Virginia, SUA) este o actriță și producătoare americană de origine germană.

## Biografie
Sandra Annette Bullock (n. 26 iulie 1964) este o actriță americană care a obținut faimă și notorietate în anii 1990 datorită rolurilor interpretate în filme de succes precum Demolition Man, Speed, The Net, Hope Floats, A Time to Kill, și While You Were Sleeping. În noul mileniu și-a continuat apariția în alte filme de succes precum Miss Congeniality, The Lake House și Crash, cel din urmă primind aprecierea criticilor de film americani, iar în anul 2005 a primit o stea pe Hollywood Walk of Fame. În anul 2007 a fost clasificată pe locul 14 în topul celor mai bogate femei celebre cu o avere estimată la 85 milioane de dolari. În 2009, Sandra Bullock a jucat în două dintre cele de mai succes filme d.p.d.v. al încasărilor: The Proposal și The Blind Side. Sandra Bullock a primit un premiu Golden Globe pentru cea mai bună actriță, un premiu Screen Actors Guild pentru interpretarea remarcabilă, distinsă de către o actriță a unui rol principal, și un Premiu Oscar pentru cea mai bună actriță pentru interpretarea rolului lui Leigh Anne Tuohy în filmul The Blind Side. De asemenea numele ei apare în ediția 2012 a Cărții Recordurilor (Guiness Book) ca cea mai bine plătită actriță, cu 56 milioane de dolari.

### Copilăria și tinerețea
Sandra Bullock s-a născut în Arlington, Virginia, mama ei, Helga D. Meyer (1942-2000) , a fost o cântăreață lirică și profesoară de canto iar tatăl,   John  W. Bullock (n. 1925),un antrenor în Alabama.
Sandra Bullock a locuit în orașul Fürth până la vârsta de 12 ani, unde a cântat într-un cor al Staatstheater Nürnberg. Și-a trăit copilăria în Germania și în alte părți ale Europei. Vorbește limba germană cursiv și a studiat balet și canto de mică, interpretând mici roluri în piese de teatru care se țineau în sala de operă unde performa și mama ei. Sandra Bullock are o soră mai mică, născută în anul 1970, Gesine Bullock-Prado. A învățat la Washington-Lee High School, unde printre altele era și cheerleader, a participat în piese de teatru în liceu, și a fost logodită cu un jucător de fotbal american. A absolvit liceul în anul 1982 și pe urmă s-a înscris la universitatea East Carolina University din Greenville (Carolina de Nord). A renunțat la facultate în ultimul an, în primăvara lui 1986, pentru a-și începe cariera de actriță.
Mai apoi s-a mutat în New York, unde a lucrat o perioadă ca barman-ospătar pentru a-și asigura mijloacele de trai; a luat lecții de teatru de la Sanford Meisner , după care a fost abordată de mai multe show-uri de televiziune, iar în anul 1987 obține primul său rol în filmul Hangmen.

### Debutul, între cinema și televiziune
Apărută în mici producții la sfârșitul anilor 1980, Sandra Bullock obține un rol în piesa de teatru No Time Flat la Broadway. Regizorul Alan J. Levi, impresionat de interpretarea Sandrei, îi oferă un rol în filmul TV Bionic Showdown: The Six Million Dollar Man and the Bionic Woman. Mai apoi joacă în câteva producții independente, precum Who Shot Patakango? și The Preppie Murder, ca să obțină mai târziu rolul principal, Tess McGill, în sitcom-ul Working Girl, serial inspirat din filmul omonim din anul 1988, care avea ca și protagoniști pe Harrison Ford, Sigourney Weaver, Melanie Griffith și Joan Cusack. În anul 1992 joacă în filme mici precum Love Potion No. 9 pe platoul căruia se îndrăgostește de colegul ei Tate Donovan, iar apoi face parte, în anul 1993, din thriller-ul horror The Vanishing cu Kiefer Sutherland și Jeff Bridges.
Mai târziu joacă în comedia When the Party's Over și în drama The Thing Called Love regizat de Peter Bogdanovich, cu River Phoenix, Samantha Mathis și Dermot Mulroney. Obține un rol de prim-plan în thriller-ul science-fiction Demolition Man cu Sylvester Stallone și Wesley Snipes. Vor urma filmele de aventură Fire on the Amazon și drama Wrestling Ernest Hemingway alături de mari actori precum Robert Duvall, Richard Harris și Shirley MacLaine.

### Succesul cuSpeedșiWhile You Were Sleeping

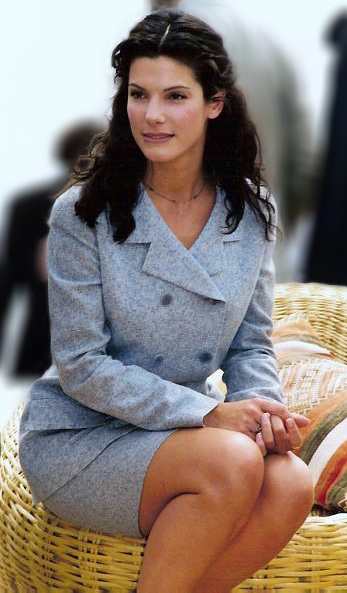
La Festivalul Internațional de Film de la Cannes, în 1996

Anul 1994 este anul de aur pentru Sandra care joacă rol de protagonistă în Speed alături de Keanu Reeves și Dennis Hopper. În film joacă rolul lui Annie Porter, șoferița unui autobuz care urmează să explodeze dacă viteza cu care merge coboară sub 80 km/h. Filmul a fost considerat un succes atât din partea criticilor de film cât și din punct de vedere comercial, obținând trei nominalizări la Oscar dintre care câștigă două premii: pentru Cel mai bun sunet și pentru Cel mai bun montaj sonor, printre altele obține și trei nominalizări, dintre care două câștigate, la BAFTA Award și 9 nominalizări la MTV Movie Awards câștigând 5 dintre acestea, printre care premiul pentru Cea mai bună interpretare feminină și premiul pentru Cea mai atrăgătoare actriță, ambele premii aparținând Sandrei Bullock.
În anul următor joacă în comedia romantică While You Were Sleeping alături de Bill Pullman. În film Sandra joacă rolul unei casiere la metrou, Lucy, care se îndrăgostește de un bărbat frumos și bogat, acesta din urmă are un accident la stația de metrou de la care Sandra îl salvează dar bărbatul rămâne în comă, ajunsă la spital rudele bărbatului o confundă cu logodnica bărbatului. Rolul Lucy, care trebuia să fie a lui Demi Moore, îi permite Sandrei să obțină candidatura la un Golden Globe pentru Cea mai bună actriță dintr-o comedie sau un musical.
While You Were Sleeping și Speed  au contribuit cu siguranță la lansarea definitivă a carierei Sandrei Bullock.
Tot în anul 1995 joacă, în thriller-ul The Net alături de Jeremy Northam, rolul unei informaticiene care dă peste un secret înfiorător și care din acel moment va fi urmărită de un grup de hackeri, care îi vor lua tot. Datorită filmului obține o nominalizare la MTV Movie Awards pentru Cea mai dorită femeie.

### Cariera
În anul 1996 după ce a jucat în comedia Two If by Se, alături de Denis Leary, își înființează propria casă de producție numită Fortis Films, pe care o gestionează sora, producătoarea Gesine Bullock-Prado. Tot în 1996 joacă în filmul A Time To Kill inspirat din omonimul roman al lui John Grisham, alături de un cast compus din Matthew McConaughey, Kevin Spacey, Samuel L. Jackson, Kiefer Sutherland, Donald Sutherland și Oliver Platt. În același an joacă în filmul In Love and War de Richard Attenborough cu Chris O'Donnell în care joacă rolul lui Agnes von Kurowsky, prima dragoste a lui Ernest Hemingway.
În anul 1997 joacă în Speed 2: Cruise Control, partea a doua a filmului care a lansat-o Speed, în care joacă tot rolul lui Annie Porter, dar fără Keanu Reeves, înlocuit de Jason Patric. Filmul a fost considerat un eșec de către criticii de film.
În anul 1998 joacă în drama romantică Hope Float de Forest Whitaker cu Gena Rowlands și Harry Connick Jr., și apoi debutează ca regizor cu scurt metrajul Making Sandwiches în care apar Matthew McConaughey și Eric Roberts. Pe urmă joacă în filmul Practical Magic cu prietena Nicole Kidman și Stockard Channing. În 1999 joacă în comedia romantică Forces of Nature alături de Ben Affleck. Comedia e inspirată din filmul din 1934 a lui Frank Capra, It Happened One Night.
În același an joacă alături de Liam Neeson în comedia Gun Shy, film în care are și calitate de producător, apoi joacă în filmul 28 Days alături de Viggo Mortensen. În film actrița joacă rolul unei alcoolice dependentă de droguri constrânsă să petreacă 28 de zile într-o clinică pentru reabilitare. Actrița a petrecut cu adevărat câteva zile într-o astfel de clinică pentru a-și pregăti rolul. În sfârșit, în anul 2000 revine la mare succes și notorietate cu filmul Miss Congeniality în care joacă rolul lui Gracie Hart, agent FBI sub acoperire care trebuie să prevină un atentat la concursul Miss America. Filmul a fost un succes la încasări, Sandra obținând nominalizarea la Golden Globe pentru Cea mai bună actriță dintr-o comedie sau musical.

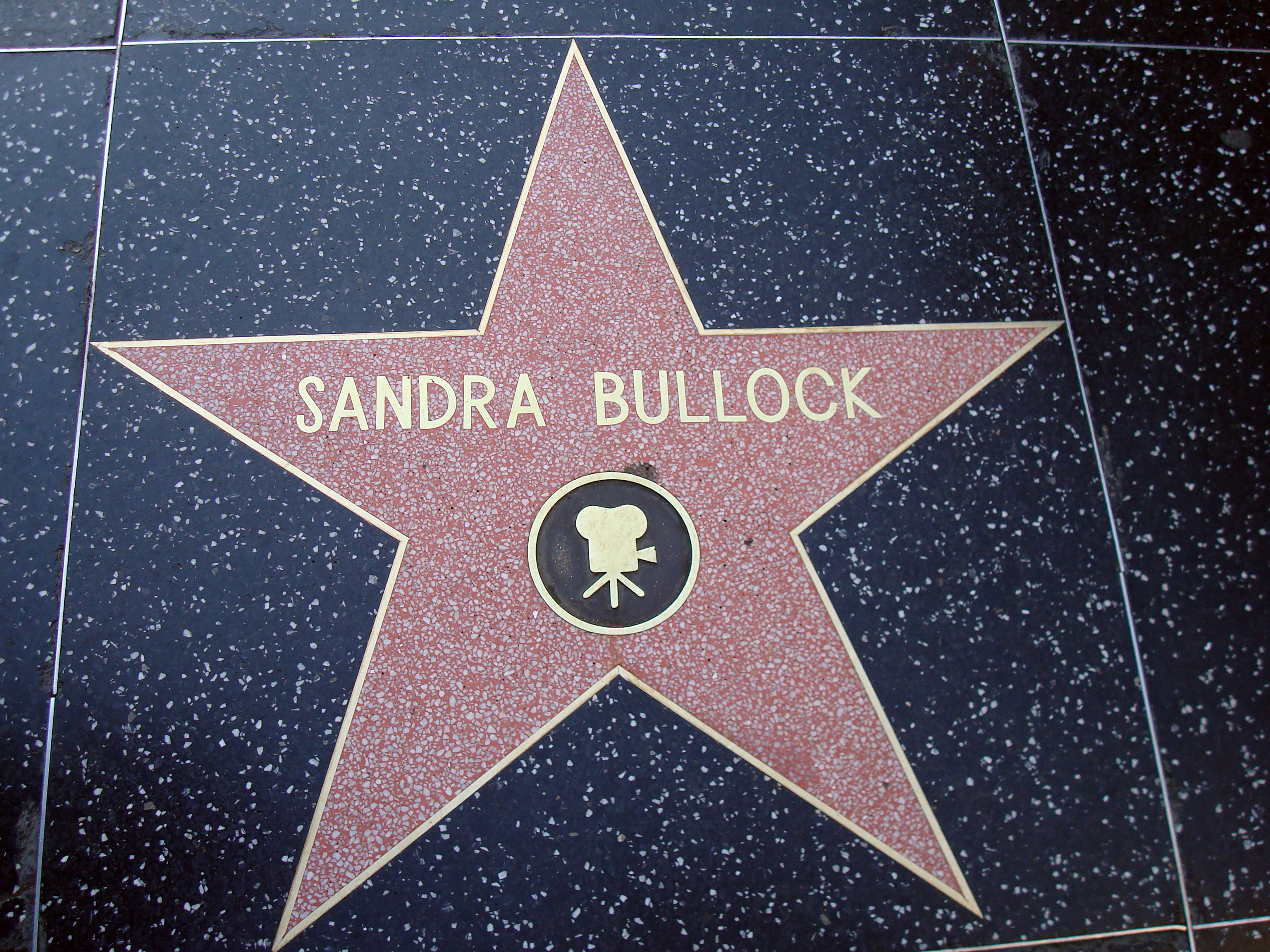
Steaua Sandrei Bullock pe Hollywood Walk of Fame

După doi ani de pauză revine în 2002 cu thriller-ul psihologic Murder By Numbers alături de Ryan Gosling și Michael Pitt. Filmul e inspirat după faptele reale ale lui Leopold și Loeb din 1924, și a fost prezentat în afara concursului la al 55-lea Festival din Cannes. În același an joacă în comedia Divine Secret of Ya-Ya Sisterhood, alături de Maggie Smith, James Garner și Ellen Burstyn. Tot în 2002, alături de Hugh Grant, joacă în comedia romantică Two Weeks Notice, în care interpretează rolul avocatei Lucy Kelson.
În anul 2004, după o scurtă pauză, face parte din distribuția filmului dramatic Crash, film independent având ca regizor pe Paul Haggis și având ca protagoniști, pe lângă Sandra Bullock, actori precum Brendan Fraser, Don Cheadle, Matt Dillon, Ryan Phillippe și Thandie Newton. Filmul a obținut 6 nominalizări la Oscar în 2006 câștigând trei premii, pentru Cel mai bun film, Cel mai bun scenariu original și și Cel mai bun montaj. Acest lung metraj are ca temă fundamentală rasismul, dar tratează și alte aspecte ale relațiilor interumane.
În anul 2005 are o apariție cameo în filmul Loverboy cu Kyra Sedgwick, Kevin Bacon, Marisa Tomei și Matt Dillon. A primit, în același an, o stea pe Hollywood Walk of Fame. Atunci, prin numeroasele felicitări apărute în ziarele din Los Angeles, a fost și un mesaj de felicitări semnat "Keanu R." (adică Keanu Reeves, partenerul din filmul Speed). Același mesaj  de felicitări a apărut cu multe luni înainte, când actorul a primit și el o stea pe Hollywood Walk of Fame, din partea Sandrei Bullock, semnat "Sandy B.". Tot 2005 reia rolul lui Gracie Hart în partea a doua a filmului Miss Congeniality 2: Armed and Fabulous alături de Regina King. De această dată Gracie Hart trebuie să-și salveze prietena Cheryl Frasier care fusese răpită.
În 2006 joacă din nou alături de Keanu Reeves, la 11 ani după filmul Speed, în filmul romantic The Lake House, film în care este vorba despre povestea de dragoste dintre doctorița Kate Foster (Bullock) și arhitectul Alex Wyler (Reeves) care locuiesc în aceeași casă dar nu se întâlnesc niciodată. Singurul mod de comunicare al lor fiind cutia poștală din fața casei, mulțumită căreia își pot scrie unul celuilalt și descoperă faptul că locuiesc în aceeași casă, dar la 2 ani diferență unul de celălalt, ea în 2006 și el în 2004. Filmul a câștigat 2 nominalizări la Teen Choice Award câștigând premiul pentru Cel mai bun sărut.
Tot în 2006 interpretează rolul scriitoarei Harper Lee în filmul Infamous alături de Toby Jones, Daniel Craig, Jeff Daniels, Sigourney Weaver, Peter Bogdanovich și Gwyneth Paltrow. Filmul este făcut după cartea din 1997 Capote: In Which Various Friends, Enemies, Acquaintances and Detractors Recall His Turbulent Career scrisă de George Plimpton.
În 2007 joacă în filmul dramatic Premonition alături de Julian McMahon, Nia Long, Peter Stormare și Amber Valletta. În acest film Sandra joacă rolul lui Linda Hanson, casnică, care într-o dimineață află că soțul Jim, în drum spre muncă, a murit într-un accident de mașină. Dimineața următoare însă, când se trezește, soțul e lângă ea viu și nevătămat.

### Consacrarea cu premiul Oscar

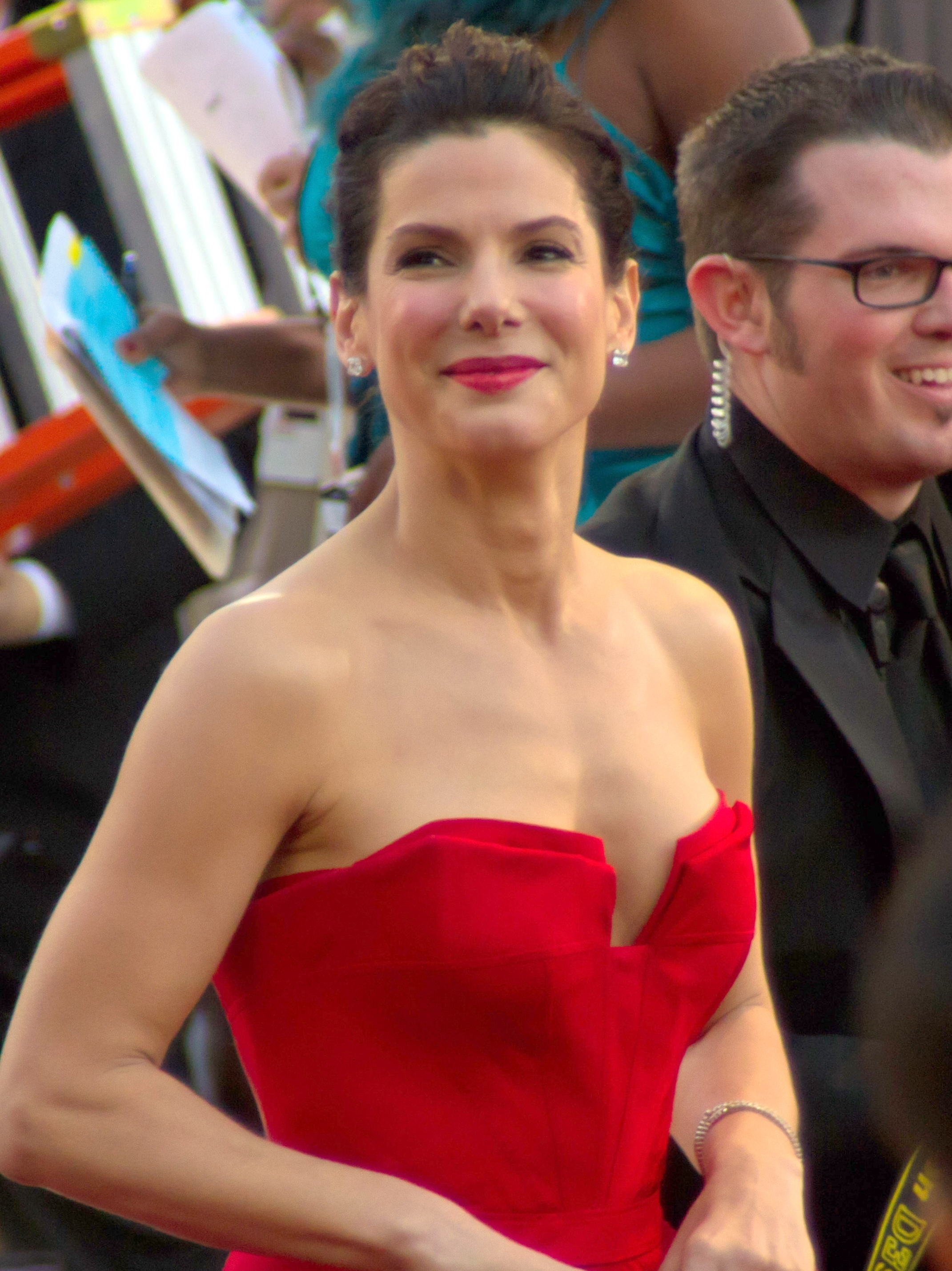
Sandra Bullock la decernarea Premiilor Oscar 2011

În 2009 revine pe marile ecrane cu comedia The Proposal alături de Ryan Reynolds, în care joacă rolul lui Margaret Tate, care pentru a nu fi expulzată înapoi în țara de origine, Canada, încheie o căsătorie de conveniență cu secretarul său. Filmul a primit 4 nominalizări la MTV Movie Awards, și alte 4 la People's Choice Awards câștigând premiul pentru Cel mai bun film de comedie și premiul pentru Actrița anului. Filmul a încasat 317.375.031 de dolari în toată lumea, fapt pentru care acest film este cel mai de succes din punct de vedere comercial din toată cariera actriței.
Tot în 2009 joacă în comedia All About Steve cu Bradley Cooper și Thomas Haden Church, filmul primind o reacție negativă din partea criticilor, și primind 5 nominalizări la Razzie Awards (Zmeura de Aur) câștigând premiul pentru Cea mai proastă actriță în rol principal și premiul pentru Cel mai slab cuplu de pe ecran.
În același an joacă în filmul The Blind Side în care interpretează rolul lui Leigh Anne Tuohy, mama adoptivă a lui Michael Oher, viitor campion de fotbal american.. Filmul a fost un succes atât la box office cât și d.p.d.v. al criticilor de film.
În decembrie 2010, mulțumită rolurilor pe care le-a interpretat, Bullock obține o dublă candidatură la Golden Globe 2010, pentru rolul din The Blind Side și pentru rolul din filmul The Proposal, reușind să câștige premiul Golden Globe pentru rolul din The Blind Side. Ambele filme desemnează unul dintre cele mai bune momente din cariera actriței Sandra Bullock deoarece aceste filme au încasat mai mult decât toate filmele jucate de actriță în întreaga sa carieră (filmele au încasat peste 600 de milioane de dolari în toată lumea) chiar pentru rolul din The Blind Side câștigă premiul Oscar pentru Cea mai bună actriță într-un rol principal, iar cu o seară înainte a primit personal cele 2 premii Zmeura de Aur câștigate pentru filmul All About Steve, fapt ce a constiuit un record nemaiîntâlnit pentru un actor/actriță.

### În ultimii ani
În februarie 2011 Sandra Bullock a înmânat premiul pentru Cel mai bun actor protagonist la decernarea anuală a Premiilor Oscar.
În iunie 2011 Sandra Bullock a finalizat filmările pentru filmul Extremely Loud and Incredibly Close, o ecranizare a romanului omonim de Jonathan Safran Foer. În film este vorba de un băiat în vârstă de 10 ani, Oskar Schell, care își pierde tatăl în atentatele din 11 septembrie 2011. Din distribuția filmului fac parte actori, în afară de Sandra Bullock în rolul mamei lui Oskar, precum Tom Hanks în rolul tatălui, debutantul Thomas Horn în rolul copilului, și alte vedete printre care John Goodman, Max von Sydow, Viola Davis, James Gandolfini, Jeffrey Wright e Zoe Caldwell.
În cadrul decernării Premiilor Oscar din 2012 Extremely Loud and Incredibly Close a fost nominalizat pentru Cel mai bun film și pentru Cel mai bun actor în rol secundar (Max von Sydow). Din păcate nu a câștigat niciun premiu. În aceeași seară Sandra a înmânat premiul Cel mai bun film în limba germană și limba mandarină.
Actualmente se află pe platoul de filmare al filmului Gravity alături de George Clooney. În filmul regizat de Alfonso Cuarón este vorba despre un grup de astronauți care rămân blocați în spațiu, în timpul unei misiuni care a eșuat, și care încearcă să se întoarcă acasă. Înainte ca Sandra să fi fost aleasă pentru acest rol au fost luate în considerare alte actrițe, precum Angelina Jolie, Natalie Portman, Blake Lively, Marion Cotillard și Scarlett Johansson. Rolul lui Clooney a fost inițial propus lui Robert Downey Jr..
Filmările au început în mai 2011, la Londra. Gravity a fost transformat în 3D. Filmul trebuia să fie produs inițial de Universal Pictures, dar Warner Bros a achiziționat proiectul. Filmul trebuia să iasă la cinema pe 21 noiembrie 2012, dar a fost amânat pentru 2013, urmând ca data exactă să fie stabilită ulterior. Filmul va putea fi vizionat în sălile IMAX 2D și 3D. Pe YouTube este deja disponibil un teaser trailer.

### Viața personală
A avut nenumărate relații amoroase printre care cea cu Tate Donovan și Troy Aikman, o relație de lungă durată cu Matthew McConaughey, pe care l-a cunoscut pe platourile de filmare ale filmului A Time to Kill, și cu Ryan Gosling, cunoscut pe platourile de filmare ale filmului Murder by Numbers.
În anul 2005 s-a căsătorit cu Jesse G. James. S-a despărțit de acesta din cauza relațiilor extraconjugale pe care acesta le-a avut cu porno-star-ul Michelle McGee.
Recent actrița a adoptat un copil, Louis Bardo Bullock. Procedura de adopțe a fost începută acum 4 ani cu fostul soț, adopție pe care Sandra Bullock a continuat-o ca și mamă single.
După divorț și-a găsit consolarea în brațele lui Ryan Reynolds, cu care a fost văzută petrecând un revelion romantic . Între cei doi se pare că nu mai este nimic din moment ce actorul are o relație cu actrița Blake Lively.
Pe 20 decembrie 2000, Sandra Bullock și încă un pasager au supraviețuit prăbușirii unui avion privat închiriat: în timpul aterizării pe timp de noapte la aeroportul Jackson Hole Airport. Avionul a aterizat într-un morman de zăpadă. În urma accidentului trenul de aterizare s-a desprins, aripa dreaptă a fost distrusă parțial iar aripa stângă s-a rupt.

### Filantropie
Cunoscută pentru generoasele sale donații, după atacurile teroriste din 11 septembrie 2001 a donat 1 milion de dolari Crucii Roșii Americane. A făcut același lucru, în 2004 pentru Crucea Roșie, după dezastrul ce a urmat tsunami-ului din Oceanul Indian și din nou în 2010 pentru Medici Fără Frontiere după cutremurul din Haiti.
În 2011 Sandra Bullock a fost prima care a donat 1 milion de dolari Crucii Roșii Americane după cutremurul din Japonia. Crucea Roșie a mulțumit actriței printr-o declarație făcută în presa scrisă:
"Crucea Roșie Americană este profund recunoscătoare pentru generoasa susținere din partea Sandrei Bullock și din partea familiei acesteia."

## Filmografie

### Actriță
- Hangmen (1987)
- Religion, Inc. (1989)
- Who Shot Patakango? (1989)
- When the Party's Over (1992)
- Love Potion No. 9 (1992)
- The Vanishing (1993)
- The Thing Called Love (1993)
- Demolition Man (1993)
- Fire on the Amazon (1993)
- Wrestling Ernest Hemingway (1993)
- Speed (1994)
- While You Were Sleeping (1995)
- The Net (1995)
- Two If by Sea (1996)
- Vremea răzbunării (1996)
- In Love and War (1996)
- Speed 2: Cruise Control (1997)
- Hope Floats (1998)
- Making Sandwiches (1998)
- Practical Magic (1998)
- The Prince of Egyp (1998)
- Forces of Nature (1999)
- Gun Shy (2000)
- 28 Days (2000)
- Miss Congeniality (2000)
- Murder by Numbers (2002)
- Divine Secrets of the Ya-Ya Sisterhood (2002)
- Two Weeks Notice (2002)
- Crash (2004)
- Loverboy (2005)
- Miss Congeniality 2: Armed and Fabulous (2005)
- The Lake House (2006)
- Infamous (2006)
- Premonition (2007)
- All About Steve (2009)
- The Proposal (2009)
- The Blind Side (2009)
- Extrem de tare și incredibil de aproape (2011)
- Ocean's 8 (2018)
- Orbește (2018)
- Orașul pierdut (2022)

### Regizoare și scenaristă
- Making Sandwiches (1998)